# Carù
Carù is een plaats (frazione) in de Italiaanse gemeente Villa Minozzo.